# Melodika

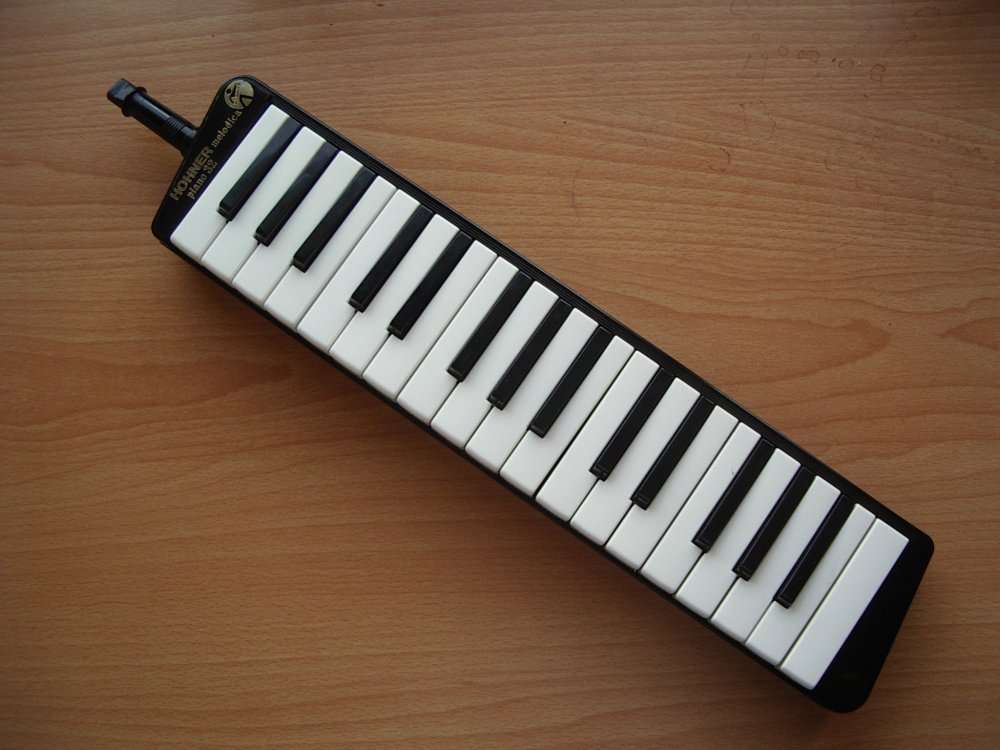
En melodika av märket Hohner.

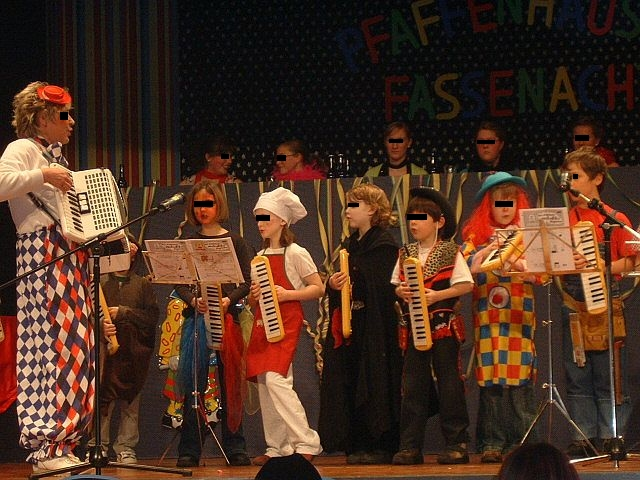
Barn som uppträder med melodika.

En melodika är ett musikinstrument som är en kombination av munspel och pianoliknade klaviatur.
Melodika är av så kallad fritungetyp, liksom dragspel och munspel. Instrumentet fås att ljuda genom att man blåser luft i ett rör som via ett ventilsystem förs till en tunga som därmed bringas i svängning. Olika toner uppstår genom att man trycker på olika pianoliknande tangenter. Melodikan skapades av det tyska företaget Hohner under sent 1950-tal. Den första versionen fungerade dock annorlunda.
En artist som populariserat melodikan är reggaeartisten Augustus Pablo.
Ordet melodika i svenskan är ursprungligen från 1800-talet och var synonymt med melodikon, ett annat tangentinstrument med stämgafflar stämda i kromatisk följd som var konstruerat av en dansk 1803.